# Hammuda Sabbagh

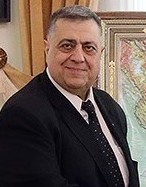
Hammuda Sabbagh

Hammouda Joussef Sabbagh (arabisch حمودة يوسف الصباغ Hammudah Yussuf as-Sabbagh, DMG Ḥammūdah Yūsuf al-Ṣabbāgh, * 10. Februar 1959 in el-Hassake, Syrische Republik) ist ein syrischer Politiker assyrischer Volkszugehörigkeit.

## Leben
Er war vom 28. September 2017 Sprecher (Vorsitzender) des Volksrates (Madschlis el-Schaab, Assemblée du peuple), bis dieses syrische Parlament am 29. Januar 2025 vollständig aufgelöst wurde. Damit war er der erste assyrische Christ in dieser Position sowie der erste Christ überhaupt seit dem griechisch-orthodoxen Araber Faris al-Churi. Er wurde mit 193 von insgesamt 252 Stimmen zum Parlamentssprecher gewählt, als einer der Nachfolger von Mohammad Dschihad al-Lahham.
Er war zugleich Mitglied des Zentralkommandos des syrischen Regionalzweigs der Baath-Partei und trat dieses Amt am 22. April 2017 an. Damit war er auch Mitglied der Nationalen Fortschrittsfront.